# 26. oktober
26. oktober je 299. dan leta (300. v prestopnih letih) v gregorijanskem koledarju. Ostaja še 66 dni.

## Dogodki
- 1689 – požig Skopja, 1689: avstrijski general Enea Silvio Piccolomini da požgati celotno mesto v katerem se je razrasla kolera
- 1774 – Filadelfija, Pensilvanija: prvi kontinentalni kongres
- 1825 – odprt kanal Erie in s tem povezava med mestom Albany (New York (zvezna država)) in jezerom Erie
- 1863 – ustanovljen Rdeči križ
- 1881 – obračun pri OK Corralu v mestu Tombstone, Arizona
- 1905 – Norveška postane neodvisna država
- 1911 – Kitajska postane republika
- 1917 – Prva svetovna vojna: Italija je v bitki pri Kobaridu strahovito poražena
- 1918 – nemški vrhovni poveljnik general Erich Ludendorff odstopi zaradi pogojev premirja, na katere je pristala nemška vlada
- 1936 – prvi generator na Hooverjevem jezu pognan s polno zmogljivostjo
- 1940 – prvi polet lovskega letala P-51 Mustang
- 1942 – Druga svetovna vojna: bitka za Santa Cruz
- 1944 – Druga svetovna vojna: konča se Bitka v zalivu Leyte, velika zmaga za ZDA
- 1947 – maharadža Kašmirja pristane, da se njegovo kraljestvo priključi Indiji
- 1951 – Winston Churchill drugič postane britanski predsednik vlade
- 1954 – Trst dodeljen Italiji
- 1955 – avstrijski parlament izglasuje nevtralnost
- 1958 – prvi komercialni polet letala Boeing 707 opravi družba Pan American Airways na relaciji med New Yorkom in Parizom
- 1976 – bantustan Transkei razglasi svojo »neodvisnost« od Južnofriške republike
- 1984 – prva presaditev srca iz pavijana v človeka
- 1991 – zadnji vojak JLA zapusti Slovenijo
- 1994:
  - Jordanija in Izrael podpišeta mirovno pogodbo
  - javno objavljeno, da je Andrew Wiles dokazal Fermatov veliki izrek
- 2000 – Laurent Gbagbo po demonstracijah proti dotedanjem predsedniku Guéï prevzame predsedništvo Slonokoščene obale
- 2002 – Moskva: drama s talci v gledališču Dubrovka se konča s približno 50 mrtvimi čečenskimi uporniki in 150 mrtvimi talci
- 2013 – v Hiši cvetja na Dedinjah, Beograd, z vojaškimi častmi pokopljejo Jovanko Broz

## Rojstva
- 1556 – Ahmad Baba, malijski pravnik, pisatelj († 1627)
- 1645 – Aert de Gelder, nizozemski slikar († 1727)
- 1673 – Dimitrij Cantemir, moldavski državnik in pisec († 1723)
- 1684 – Kurt Christoph Graf von Schwerin, pruski maršal († 1757)
- 1685 – Domenico Scarlatti, italijanski čembalist, skladatelj († 1757)
- 1757 – Karl Leonhard Reinhold, avstrijski filozof († 1823)
- 1759 – Georges-Jacques Danton, francoski revolucionar († 1794)
- 1786 – Henry Deringer, ameriški puškar († 1868)
- 1787 – Vuk Stefanović Karadžić, srbski filolog, etnograf († 1864)
- 1800 – Helmuth von Moltke, pruski maršal († 1891)
- 1842 – Vasilij Vasiljevič Vereščagin, ruski slikar († 1904)
- 1849 – Ferdinand Georg Frobenius, nemški matematik († 1917)
- 1850 – Janez Šubic, slovenski slikar († 1889)
- 1865 – Benjamin Guggenheim, ameriški poslovnež († 1912)
- 1874 – Thomas Martin Lowry, angleški fizikalni kemik († 1936)
- 1875 – Svetozar Pribičević, srbski politik († 1936)
- 1880 – Andrej Beli, ruski pisatelj († 1934)
- 1888 – Nestor Mahno, ukrajinski anarhist († 1934)
- 1900 – Ivan Zver slovenski (prekmurski) tiskar († 1945)
- 1906 – Primo Carnera, italijanski boksar († 1967)
- 1912 – Don Siegel, ameriški filmski režiser († 1991)
- 1916 – François Mitterrand, francoski predsednik († 1996)
- 1919 – Mohamed Reza Pahlavi, iranski šah († 1980)
- 1926 – France Slana, slovenski slikar
- 1929 – Dane Zajc, slovenski književnik, pesnik, dramatik in esejist († 2005)
- 1942 – Bob Hoskins, angleški filmski igralec
- 1947 – Hillary Rodham Clinton, ameriška političarka
- 1953 – Keith Strickland, ameriški glasbenik (The B-52's)
- 1976 – Miikka Kiprusoff, finski hokejist
- 1980 – Cristian Chivu, romunski nogometaš
- 1983 – Dmitri Sičev, ruski nogometaš
- 1985 – Andrea Bargnani, italijanski košarkar
- 1990 – Ilka Štuhec, slovenska alpska smučarka

## Smrti
- 899-901 – Alfred Veliki, anglosaški kralj (* okoli 847)
- 1331 – Abulfeda, arabski zgodovinar, geograf (* 1273)
- 1440 – Gilles de Rais, francoski baron maršal (* 1404)
- 1890 – Carlo Collodi, italijanski novinar, pisatelj (* 1826)
- 1896 – Paul Amand Challemel-Lacour, francoski državnik (* 1827)
- 1908 – Takeaki Enomoto, japonski pomorski častnik, državnik (* 1836)
- 1909 – Ito Hirobumi, japonski državnik (* 1841)
- 1923 – Charles Proteus Steinmetz, nemško-ameriški elektrotehnik (* 1865)
- 1972 – Igor Ivanovič Sikorski, rusko-ameriški letalski inženir in konstruktor (* 1889)
- 1983 – Alfred Tarski, poljski logik, matematik in filozof (* 1901)
- 1989 – Charles J. Pedersen, ameriški kemik, nobelovec (* 1904)
- 2007 – Arthur Kornberg, ameriški biokemik, nobelovec (* 1918)
- 2008 – Tony Hillerman, ameriški pisatelj (* 1925)
- 2016 – Krešo Omerzel, slovenski spidvejist (* 1957)

## Prazniki in obredi
- Nauru: Angamski dan
- Avstrija: državni praznik, praznovanje deklaracije nevtralnosti iz leta 1955